# A. I. – Mesterséges értelem
Az A. I. – Mesterséges értelem (vagy egyszerűen A.I.) 2001-ben bemutatott amerikai sci-fi film, amely Brian W. Aldiss A szuperjátékok kitartanak egy nyarat című novellája alapján készült. A játékfilm rendezője Steven Spielberg, producerei Kathleen Kennedy, Stephen Spielberg és Bonnie Curtis. A forgatókönyvet Brian W. Aldiss novellája és Ian Watson története alapján Stephen Spielberg írta, a zenéjét John Williams szerezte. A mozifilm a DreamWorks Pictures, az Amblin Entertainment és a Stanley Kubrick Productions gyártásában készült, a Warner Bros. forgalmazásában jelent meg. Műfaját tekintve sci-fi és filmdráma.
Amerikában 2001. június 29-én, Magyarországon 2001. október 4-én mutatták be a mozikban. Szerepel az 1001 film, amit látnod kell, mielőtt meghalsz című könyvben.

## Szereplők
| Élőszereplő          | Színész           | Magyar hang          |
| -------------------- | ----------------- | -------------------- |
| David                | Haley Joel Osment | Gacsal Ádám          |
| Monica Swinton       | Frances O’Connor  | Létay Dóra           |
| Gigolo Joe           | Jude Law          | Szabó Sipos Barnabás |
| Hobby professzor     | William Hurt      | Haás Vander Péter    |
| Henry Swinton        | Sam Robards       | Forgács Péter        |
| Martin Swinton       | Jake Thomas       | Baráth István        |
| Lord Johnson-Johnson | Brendan Gleeson   | Várkonyi András      |
| Gigolo Jane          | Ashley Scott      | N/A                  |
| Animált szereplő     | Eredeti hang      | Magyar hang          |
| Maci                 | Jack Angel        | Makay Sándor         |
| Tudor doktor         | Robin Williams    | Mikó István          |
| Specialista          | Ben Kingsley      | Fodor Tamás          |
| Kék tündér           | Meryl Streep      | Kovács Nóra          |
| Komikus              | Chris Rock        | Tzafetás Roland      |

### Magyar változat
A szinkront a Mafilm Audio Kft. készítette.
- Magyar szöveg: Joó Eszter
- Hangmérnök: Erdélyi Imre
- Vágó: Simkó Ferenc
- Gyártásvezető: Sarodi Tamás
- Szinkronrendező: Báthory Orsolya
- Felolvasó: Korbuly Péter